# 天女属
天女属 是来自 番杏科（Aizoaceae）。植物名称来自希腊名词τίτανος（titanos）代表“石灰”和ὅψις（opsis）代表“外观”，指植物与它们生长所在的石灰岩的相似性。

## 描述
天女属本属约有8—10种，产于南非纳米比亚的石灰岩地区，植株贴地丛生，其形态特征具有相当强的保护色，在砂砾石中很难发现。植株肉质叶排列成松散的莲座状，叶长匙状水平展开，淡绿至灰绿色，先端宽菱形、粗糙感十足，叶面和叶缘布满石细胞组成的白色小疣，会随养护环境变得灰红或者发黄。开花在秋冬季，跟番杏科的其它多肉一样，雏菊般的黄色小花。

## 分类
- 天女 （Titanopsis calcarea）  ：在南非出现。
- 天女簪 （Titanopsis fulleri）
- 天女扇（Titanopsis hugo-schlechteri）：在纳米比亚出现。
- 天女影 （Titanopsis primosi） ：该物种于2013年首次发现于北开普省。
- 天女冠（Titanopsis schwantesii ） ：在纳米比亚出现。
- 天女盃 （Titanopsis luederitzii）：是天女冠的变种。